# 태풍 매미
태풍 매미(태풍 번호: 0314, JTWC 지정 번호: 15W, 국제명: MAEMI, 필리핀 기상청(PAGASA) 지정 이름: Pogi)는 2003년 9월 12일 한반도에 상륙해 경상도를 중심으로 막대한 피해를 일으킨 태풍이다. 'Super Typhoon Maemi' 혹은 '2003년 태풍 제14호'라고도 불리며, 한반도에 영향을 준 태풍 중 상륙 당시 기준으로 가장 강력한 급이고, 2003년 태풍 중에서 가장 강한 태풍으로 발달하였다. '매미'는 조선민주주의인민공화국에서 제출한 이름으로, 곤충 매미에서 온 이름이다. 한편 이 태풍의 막대한 피해로 인해 태풍 이름 목록에서 "매미"라는 이름이 영구 제명되어, 후에 태풍위원회 총회에서 "무지개"로 다시 제명되었다가 "무지개"도 중국에 많은 피해를 주어 다시"수리개" 라는 이름으로 바뀌었다.

## 태풍의 진행
2003년 9월 4일 괌 부근 해상에서 발생한 열대저기압은 느리게 발달하면서 북서쪽으로 나아가 약 이틀이 지난 9월 6일 15시 무렵 제14호 태풍 매미가 되었다. 이렇게 열대저기압에서 태풍으로 인           정되기까지 발달 속도가 매우 낮았기 때문에 당초 기상청 등은 이와 같은 느린 발달 경향이 이후에도 계속 이어질 것이라 예상하고 있었지만, 태풍은 9월 9일의 무렵 일본 류큐 열도 남동쪽 먼 바다에 접근하면서부터 급속히 발달하여 9월 10일에는 중심 기압 910 hPa / 최대 풍속 55 m/s 에 달하는 최강 급의 태풍으로 성장했다. JTWC의 해석에서는 1분 평균 최대 풍속 75 m/s (150 kt)의 “카테고리 5급”이며 일본의 기준으로는 “맹렬한 태풍”이고 대한민국의 기준으로는 "초강력 태풍"이다.

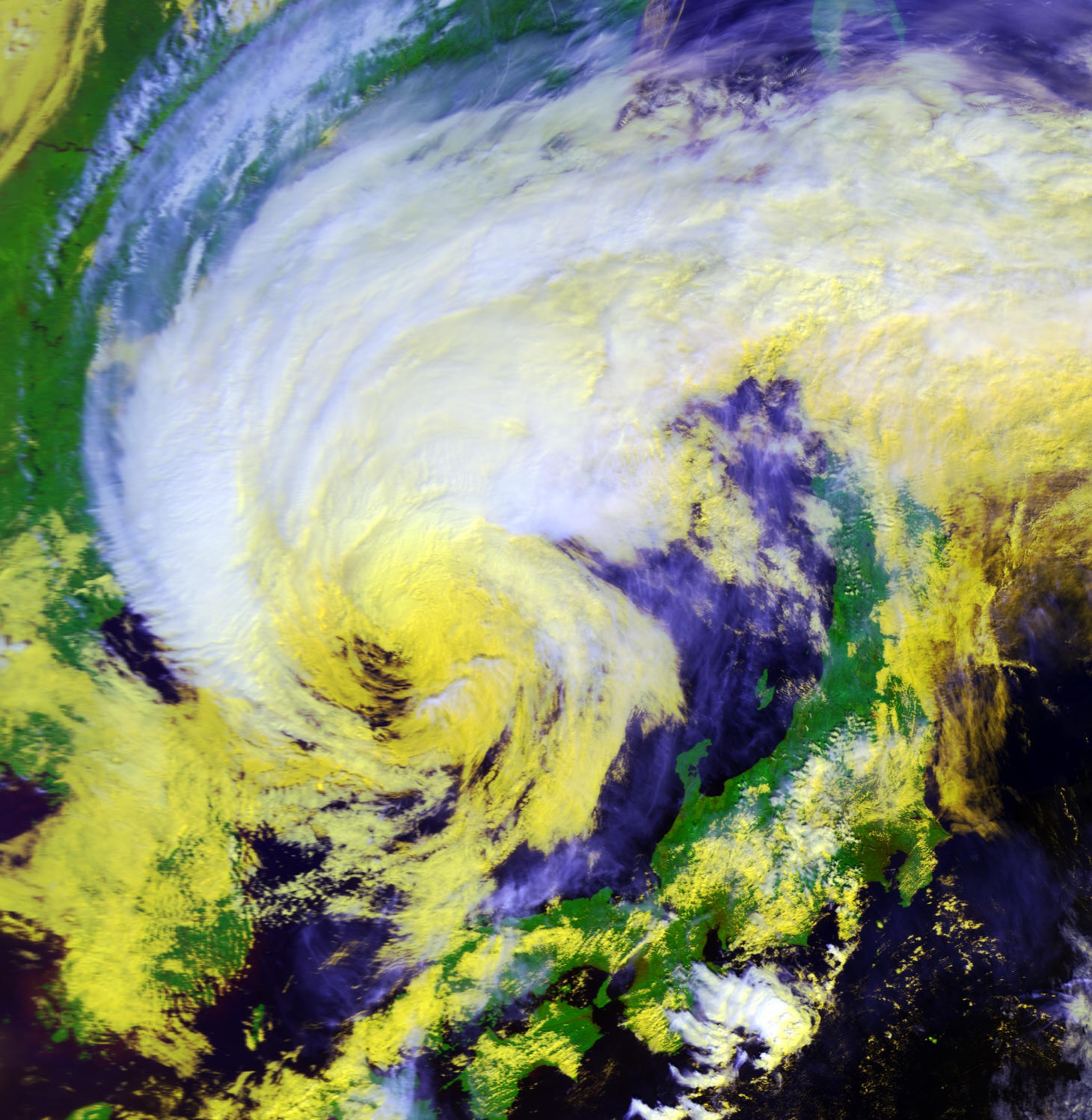
9월 13일 10시,
동해상에 진출한 태풍 매미.

최성기를 맞이한 태풍은 진로를 서서히 북쪽으로 바꾸기 시작했고 9월 11일 새벽에는 일본 미야코섬을 통과해 동중국해로 들어갔다. 태풍의 중심이 지나간 미야코섬의 기상관청에서는 최저해면기압 912.0 hPa, 최대순간풍속 74.1 m/s 가 관측, 일본에서는 수십 년 만의 기록이 되었다. 동중국해에 들어가서는 북북동 방면으로 전향하여 한반도를 향해 북상, 그러면서 차츰 쇠퇴기에 접어들어 11일 오후에 중심 기압 920 hPa / 최대 풍속 50 m/s의 강도 “매우 강”으로 조금 약해진 뒤, 9월 12일 15시에는 중심 기압 935 hPa / 최대 풍속 45 m/s의 세력으로 제주도 남동쪽 해상에 이르렀다. 같은 날 20시 20분경에는 약간 더 쇠약해진 중심 기압 950 hPa / 최대 풍속 40 m/s의 “중형의 강한 태풍”으로서 경상남도 고성군 일대에 상륙, 이후 빠른 속도로 한반도 남동부를 관통하여 상륙 후 약 6시간 만인 9월 13일 2시 30분경에 울진 앞 바다로 빠져나와 동해상으로 진출했다. 이어서 일본 홋카이도 부근 해상까지 나아가, 9월 14일 6시경에는 온대저기압으로 변질되었다. 남부 지방과 일본 미야코섬의 큰 피해, 그리고 경로, 위력 등에 있어서 1959년의 제14호 태풍 사라와 여러모로 닮아 있는 태풍이다.

### 중심 기압 및 최대 풍속의 경과
| 날짜 및 시각       | 중심 기압 | 최대 풍속 | 비고 |
| ------------------ | --------- | --------- | --- |
| 9월 6일 3시        | 1002 hPa  |           | JTWC의 해석으로 태풍 발생. |
| 9월 6일 15시       | 994 hPa   | 18 m/s    | 일본 기상청의 해석으로 태풍 발생. 제14호 태풍 “매미”로 명명. |
| 9월 7일 3시        | 992 hPa   | 20 m/s    | |
| 9월 7일 15시       | 992 hPa   | 20 m/s    | |
| 9월 8일 3시        | 985 hPa   | 25 m/s    | |
| 9월 8일 15시       | 975 hPa   | 30 m/s    | |
| 9월 9일 3시        | 970 hPa   | 35 m/s    | |
| 9월 9일 15시       | 950 hPa   | 40 m/s    | |
| 9월 9일 21시       | 940 hPa   | 45 m/s    | JTWC, “Super Typhoon”으로 분류. |
| 9월 10일 3시       | 930 hPa   | 45 m/s    | |
| 9월 10일 9시       | 925 hPa   | 50 m/s    | JTWC의 해석으로 중심 기압 885 hPa, 1분 평균 최대 풍속 75 m/s (150 kt)의 “카테고리 5급”. |
| 9월 10일 15시      | 910 hPa   | 50 m/s    | |
| 9월 10일 21시      | 910 hPa   | 55 m/s    | 일본 기상청 기준상의 “맹렬한 태풍”으로 발달. |
| 9월 11일 3시       | 910 hPa   | 55 m/s    | 4시경 미야코섬 최접근. 미야코섬에서 최저해면기압 912.0 hPa, 최대순간풍속 74.1 m/s. JTWC의 해석으로는 최성기에 비해 조금 약해져 있어, 중심 기압 904 hPa, 1분 평균 최대 풍속 70 m/s (135 kt)의 “카테고리 4급”이 된다. |
| 9월 11일 9시       | 910 hPa   | 55 m/s    | |
| 9월 11일 15시      | 920 hPa   | 50 m/s    | |
| 9월 11일 21시      | 930 hPa   | 50 m/s    | 일본 오키나와섬의 서쪽 약 250 km 부근 해상을 통과. |
| 9월 12일 3시       | 935 hPa   | 45 m/s    | |
| 9월 12일 9시       | 930 hPa   | 50 m/s    | |
| 9월 12일 15시      | 935 hPa   | 45 m/s    | 16시경 제주도 최접근. 성산포에서 최저해면기압 954.4 hPa, 제주·고산에서 최대순간풍속 60.0 m/s. |
| 9월 12일 18시      | 945 hPa   | 40 m/s    | |
| 9월 12일 20시 20분 | 950 hPa   | 40 m/s    | 사천 부근 해안으로 상륙. |
| 9월 12일 21시      | 950 hPa   | 40 m/s    | 통영에서 최저해면기압 954.0 hPa. |
| 9월 13일 0시       | 960 hPa   | 36 m/s    | 대구광역시 남동쪽 20 km 지점 통과. |
| 9월 13일 3시       | 970 hPa   | 30 m/s    | 2시 30분경 동해상 진출. |
| 9월 13일 9시       | 975 hPa   | 30 m/s    | |
| 9월 13일 21시      | 980 hPa   | 25 m/s    | 일본 홋카이도 접근. |
| 9월 14일 6시       | 984 hPa   | 20 m/s    | 온대저기압으로 변질. |

## 특징 및 영향

### 2003년 최강의 태풍

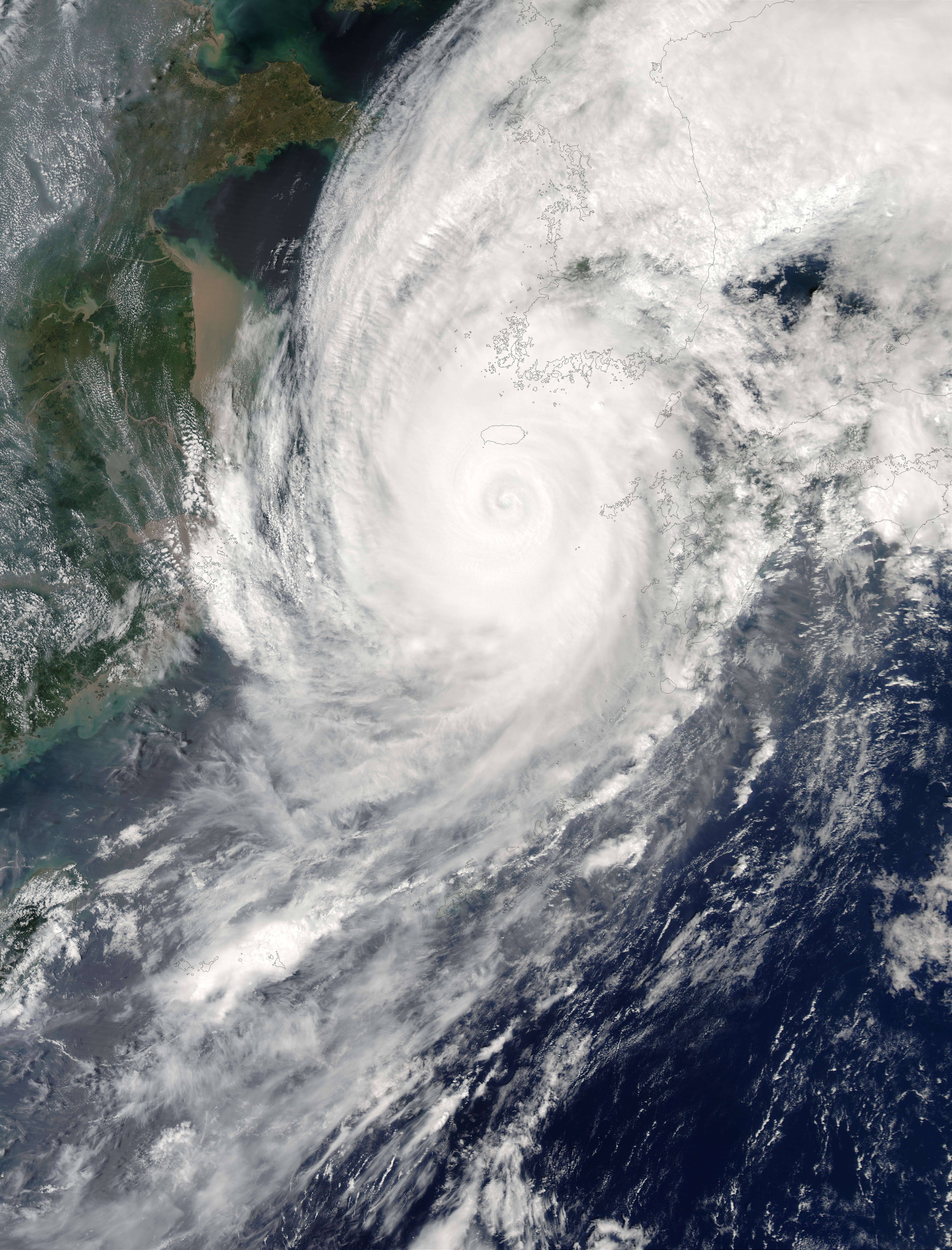
9월 12일 오후 4시 55분,
태풍의 한반도 상륙 3시간 전.

태풍 매미의 최대 세력은 대한민국과 일본 기상청의 해석으로 중심 기압 910 hPa / 최대 풍속 55 m/s (105 kt)이며, 풍속 값을 1분 평균으로 산출하는 JTWC의 해석으로는 중심 기압 885hPa / 최대 풍속 75 m/s (150 kt) 가 된다. 그 위력은 2003년에 발생한 모든 태풍 중에서 으뜸인 것은 물론, 그 해의 모든 허리케인과 사이클론을 통틀어도 가장 강하다.
게다가 북위 30도 이북에까지 진행하였음에도 중심 기압 930 hPa / 최대 풍속 50 m/s (95 kt)의 강도 “매우 강”에 해당하는 세력을 유지, 북상하면서도 좀처럼 그 세력이 약해지지 않았기 때문에 한반도에 상륙한 태풍 중에서 가장 강한, 중심 기압 950 hPa / 최대 풍속 40 m/s (80 kt)의 세력으로 상륙 했다. 상륙 시의 중심 기압 950 hPa 은 이전에 강한 세력으로 상륙했던 2000년 제14호 태풍 사오마이 (상륙 시 중심 기압 959 hPa), 2002년 제15호 태풍 루사 (상륙 시 중심 기압 960 hPa)의 기록을 크게 경신하는 것이다.
태풍이 이렇게 강력한 세력으로 한반도에 상륙한 원인을 꼽자면, 당시 한반도 주변 해역의 해수면 온도가 평년보다 높았던 것과 비교적 빨랐던 태풍의 이동속도를 들 수 있는데, 평년보다 2~3도 높았던 해수면 온도는 태풍이 세력을 유지할 수 있는 조건이 되었으며, 다소 빨랐던 태풍의 이동속도는 태풍이 미처 쇠약해지기 전에 한반도에 도달할 수 있게 하였다. 이에 따라, 태풍의 상륙 지점에 가까웠던 여수, 통영, 마산 등의 지역에서는 기록적으로 낮은 기압이 되어, 그중 통영에서는 최저해면기압 954.0 hPa를 관측했다. 이것은 태풍에 의해 관측된 최저해면기압 부문 역대 2위가 되는 기록이다.
특히 일본 기상청의 기록에 의하면 중심 기압 930 hPa 이하의 세력을 북위 30도 이상까지 유지한 태풍은 극히 드물어, 이러한 태풍은 1951년부터 2008년까지 발생한 1450여개의 태풍 중 매미를 포함하여 11개밖에 없다.

### 강풍
매우 강한 바람을 동반했던 것이 이 태풍의 두드러진 특징이다. 상륙 시의 폭풍역 (풍속 25 m/s 이상의 폭풍 범위) 이 남동쪽으로 반경 150 km, 북서쪽으로는 반경 55 km 정도로 북서 방향의 폭풍역이 다소 작았기 때문에 중심에서 북서쪽으로 멀리 떨어져 있던 경기도와 충청도에서는 최대순간풍속 10~20 m/s 내외의 수준에 그쳤지만, 태풍의 폭풍역에 해당했던 제주도와 전라남도, 경상도, 그리고 대마도 등지에서는 기록적인 강풍이 되었다. 그 결과, 해당 지역에 속한 대부분의 관측 지점에서 종전의 풍속 기록이 바뀌었다.
관측된 최대순간풍속은 제주 60.0 m/s, 고산 60.0 m/s, 여수 49.2 m/s, 부산 42.7 m/s 등으로, 제주도와 여수 등의 지역은 태풍의 가항반원에 해당했음에도 불구하고 높은 수치를 기록했으며, 상위 기록의 대부분은 태풍의 중심권에 가까웠던 남부 지방에 집중되었다. 고산에서는 최대 풍속 51.1 m/s 가 함께 관측되어, 기존의 최대순간풍속, 최대 풍속 부문 역대 1위 기록이었던, 2000년 제12호 태풍 프라피룬이 흑산도를 내습하면서 세운 최대순간풍속 58.3 m/s, 최대 풍속 47.4 m/s를 3년 만에 다시 경신했다. 기존의 최대순간풍속 역대 1위를 바꾼 60.0 m/s의 풍속이 제주와 고산 두 지점에서 동시에 관측된 것은 대단히 진기한 기록이기도 하다.
한편, 최대순간풍속은 비공식으로는 공식 기록보다 훨씬 높은 값을 관측한 경우가 있어, 일본 미야코섬 자위대 주둔지에서는 공식 기록 (최대순간풍속 74.1 m/s, 미야코섬 기상관청 관측) 을 훨씬 뛰어넘는 86.6 m/s를 기록했는가 하면, 부산에서도 공식 기록인 42.7 m/s를 넘는 비공식 기록이 잇달아, 구덕산 레이다에서 53.4 m/s, 광안대교에서 56.2 m/s, 신선대 부두에서 52.0 m/s 등을 기록했다.
이와 같이 기록적인 강풍이 일었던 원인은 물론 강력했던 태풍의 세력이 일차적이지만, 부가적인 요인으로서 두 가지를 더 꼽을 수 있다. 먼저 한반도 상륙 시 45 km/h 정도의 상당히 빨랐던 태풍의 이동속도를 들 수 있는데, 이 이동속도가 태풍의 풍속 (상륙 시 최대 풍속 40 m/s) 에 더해져 위험반원에서의 바람의 힘을 그만큼 더 강하게 했다. 반시계 방향으로 회전하는 태풍의 특성상 진행방향의 오른쪽, 다시 말해 위험반원에서는 태풍의 회전과 진행방향이 중첩되어, 태풍의 이동속도가 그대로 풍속에 더해지기 때문이다. 게다가 태풍 상륙 일인 9월 12일 오후의 한반도 주변 기압배치는 남쪽으로부터 북상하는 매우 낮은 중심 기압의 태풍과 북쪽의 고기압이 마주치는 형국이 되어 있어, 이 부근의 기압경도를 급격하게 만듦에 따라 강풍을 유발시키는 또 하나의 조건을 형성했다. 즉, 이 두가지 요소가 함께 작용하여 태풍 그 자체만으로도 충분히 강력했던 바람의 힘을 이중 삼중으로 강화시킨 것이다.

### 호우

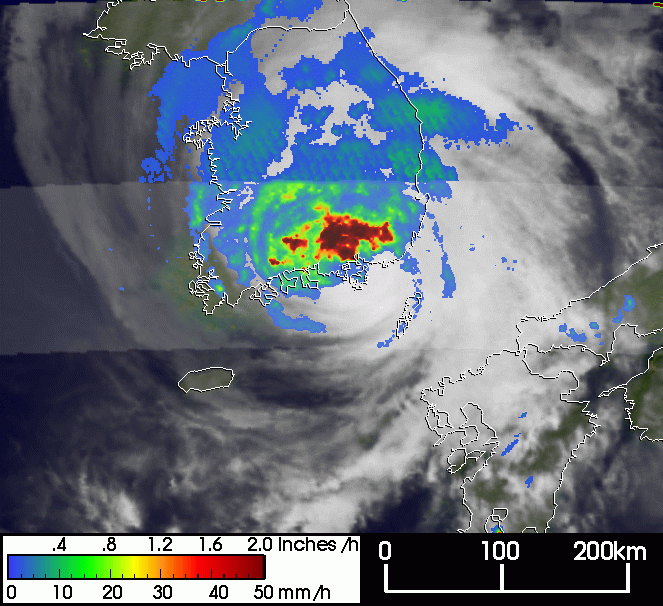
9월 12일 오후 9시 24분,
TRMM 위성에서 관측된 매미.

대한민국에서는 일반적으로 바람의 이미지가 크게 각인되어 있으나, 강수에 있어서도 꽤 큰 영향을 끼친 태풍이다. 전체적인 강수량은 큰 비를 수반한 대표적인 태풍으로 꼽히는 2002년의 제15호 태풍 루사나 태풍 아그네스 등이 몰고왔던 호우와 같이 극단적으로 많은 것은 아니었으나 남해 410.0 mm, 강릉 307.5 mm, 고흥 291.0 mm 가 기록되는 등, 남해안과 영동 지방을 중심으로 최대 450 mm 에 달하는 매우 많은 비가 내렸다.
무엇보다 태풍이 다소 빠른 속도로 한반도를 가로질러 나감에 따라 비구름대가 한반도에 머무른 시간이 그렇게 긴 편이 아니었음에도 불구하고 이만한 강수량이 기록된 것으로서, 비교적 단시간에 강수가 집중되는 형태를 보였다. 위에 언급된 강수량의 대부분은 태풍이 한반도 가까이에 존재했던 12일 오후 늦게부터 13일 새벽 사이에 기록된 것이다.
또한 지역별로 강수량의 편차가 꽤 크게 나타났는데, 주로 태풍의 중심권이 통과한 제주도, 전남 동부, 경남 서부, 대구 근방 지역에서 총강수량 200 mm 이상의 기록적인 호우가 관측된 반면, 그 외의 지역에서는 상대적으로 적은 비가 기록되었다. 그리하여, 남해의 강수량은 약 400 mm 에 이르렀지만 동쪽으로 불과 100 km 정도 떨어진 부산의 강수량은 60 mm 안팎에 지나지 않아 대조적인 모습을 보였으며, 태풍 진행방향의 서쪽 (가항반원)으로 꽤 떨어진 경기도, 충청도 등지에서는 그보다도 적은 강수를 기록했다.
특히, 대관령과 강릉을 포함한 영동 지방에서는 태풍이 몰고온 온난 다습한 기류와 북동쪽에서 유입된 비교적 한랭한 기류가 태백산맥에서 부딪혀, 복합적으로 작용하여 강한 비구름이 형성되었다. 이것은 2002년의 제15호 태풍 루사로 인한 집중호우 시 지대한 영향을 미쳤던 지형 효과와 유사한 것으로, 영동 지방에 300 mm 가 넘는 비가 쏟아진 원인이다.

## 기록

### 대한민국에서의 기록
- 최대순간풍속 (상위 5지점)
  - 고산 60.0 m/s[주 6]
  - 제주 60.0 m/s[주 6]
  - 여수 49.2 m/s
  - 통영 43.8 m/s
  - 부산 42.7 m/s
  - AWS(자동기상관측장비)[주 7] 관측치 : 거문도 55.8 m/s, 부산 구덕산 기상레이다 관측소 53.4 m/s, 나로도 44.5 m/s, 마라도 42.9 m/s

- 최대 풍속 (상위 5지점)
  - 고산 51.1 m/s
  - 제주 39.5 m/s
  - 여수 35.9 m/s
  - 통영 31.8 m/s
  - 완도 28.9 m/s

- 최저해면기압 (상위 8지점)
  - 통영 954.0 hPa
  - 성산포 954.4 hPa
  - 남해 956.1 hPa
  - 여수 956.5 hPa
  - 마산 959.0 hPa
  - 진주 960.9 hPa
  - 거제 961.6 hPa
  - 서귀포 964.9 hPa

- 일(日)최다강수량 (상위 8지점)
  - 남해 410.0 mm
  - 고흥 289.5 mm
  - 진주 259.5 mm
  - 산청 247.5 mm
  - 제주 231.5 mm
  - 여수 216.0 mm
  - 대관령 216.0 mm
  - 대구 187.0 mm

- 기간 강수량 (9월 11일 ~ 9월 13일, 상위 8지점)
  - 남해 452.5 mm
  - 대관령 397.0 mm
  - 강릉 308.0 mm
  - 고흥 303.0 mm
  - 진주 271.1 mm
  - 성산포 269.0 mm
  - 여수 258.6 mm
  - 산청 256.5 mm
  - AWS(자동기상관측장비) 관측치 : 한라산 진달래밭 637.0 mm, 사천 412.0 mm, 지리산 403.0 mm

- 1시간최다강수량 (상위 5지점)
  - 남해 89.5 mm
  - 대관령 56.5 mm
  - 진주 56.0 mm
  - 강릉 52.0 mm
  - 대구 42.0 mm

### 일본에서의 기록
태풍 매미 강타시 일본 미야코섬에서 관측된 최저해면기압 912.0 hPa 과 최대순간풍속 74.1 m/s는 강력한 태풍의 영향을 자주 받는 일본에서도 수십 년에 한 번씩 기록될 만한 값으로, 최저해면기압은 해당 부문 일본의 역대 4위 기록, 최대순간풍속은 해당 부문 일본의 역대 7위 기록이다.
- 최대순간풍속
  - 미야코섬 74.1 m/s
  - 이즈하라 46.5 m/s
  - 이시가키섬 40.0 m/s

- 최대 풍속
  - 미야코섬 38.4 m/s[주 8]

- 최저해면기압
  - 미야코섬 912.0 hPa

- 일최다강수량
  - 미야코섬 285.0 mm
  - 도쿠시마 174.5 mm
  - 후쿠에 171.0 mm

- 1시간최다강수량
  - 후쿠에 66.0 mm
  - 나가사키 59.5 mm
  - 미야코섬 58.5 mm

## 피해

### 대한민국

#### 대응

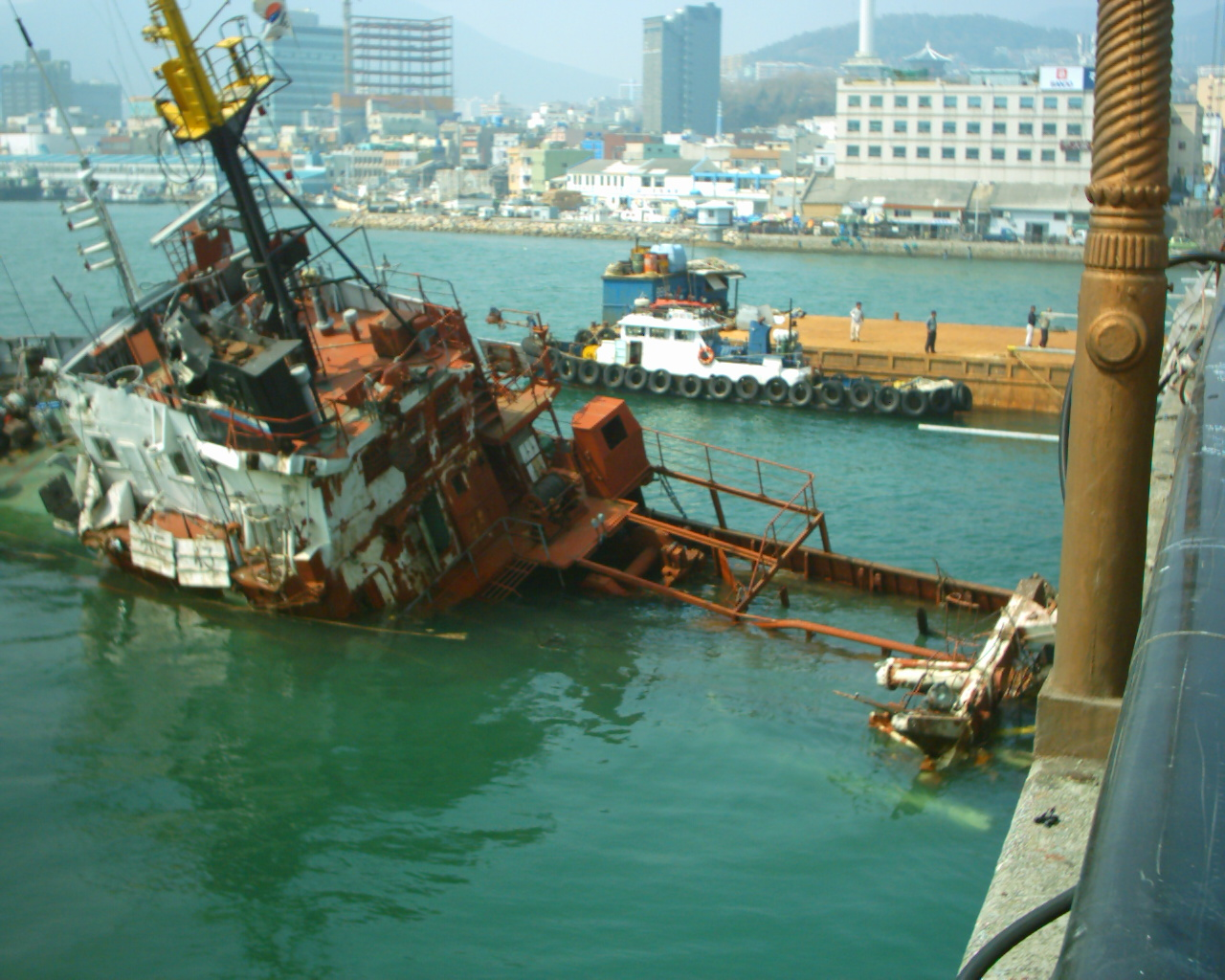
태풍이 지나간 뒤 부산 영도대교 부근에서 침몰한 배

태풍 매미는 발생에서 소멸까지 태풍의 전형적인 패턴이라고 할 수 있는 포물선 형태에 가까운 경로를 밟았기 때문에, 진로를 비교적 정확하게 예측할 수 있었고 한반도 상륙의 가능성도 꽤 일찍부터 예상되었다. 기상청은 9월 10일 오후 5시에 보도자료를 통해 태풍의 한반도 남해안 상륙 가능성을 공식적으로 공표하여 이 소식은 주요 언론기관을 통해 널리 알려졌다. 9월 11일 오전 4시에는 태풍이 최대순간풍속 74.1 m/s의 맹렬한 강풍과 함께 일본의 오키나와현 미야코섬을 직격하여 태풍에 대한 방재시스템이 잘 갖추어진 이곳에서조차 심대한 피해가 발생, 태풍의 위력이 실상으로 드러나게 되면서 태풍이 곧 당도할 대한민국 역시 큰 피해가 우려되기 시작했다. 이에 기상청은 9월 11일 오후 2시 30분에 2차 보도자료를 발표해 주의를 촉구했으며, 오후 6시에는 본청을 포함한 전국의 기상관서에서 태풍 비상 근무에 들어갔다. 주요 방송사 및 신문에서는 태풍의 북상 소식을 헤드라인으로, “59년의 태풍 사라에 비견되는 태풍 매미가 북상 중”등으로 연달아 보도함에 따라 긴장감이 고조되었다. 태풍의 영향이 본격화된 9월 12일에는 초특급 태풍의 한반도 내습 소식을 주요 방송사에서 따로 특보를 편성, 실시간으로 전달했다. 그러나 가장 중요한 순간에 정부 당국의 대처는 매우 미흡해 마산 지하 상가 참사 등의 결과로 이어졌으며, 또한 전봇대나 송전 철탑 등의 전기 공급 시설을 확실히 정비하지 못한 지역이 대부분으로, 강풍에 의해 정전이 속출하여 이 일대는 뉴스 특보마저 시청할 수 없었다. 게다가 이 정도 세력의 태풍은 당시 대한민국에 있어서는 너무나도 생소한 것으로서 안전수칙을 제대로 지키지 않은 것에 따른 희생자가 매우 많았고, 재산 피해액은 전년의 태풍 루사에 이어 사상 최대 급에 이르렀다.

#### 피해 상황
- 인명 피해[22]
  - 사망·실종 132명
  - 이재민 6만 1천여 명
- 재산 피해[22]
  - 4조 7천억여 원 (2003년 화폐가치 기준)

태풍으로 인한 피해가 워낙 커, 수도권 일대를 제외한 전국 대부분의 지역이 “특별재해지역”으로 선포되었다.

##### 해일 피해

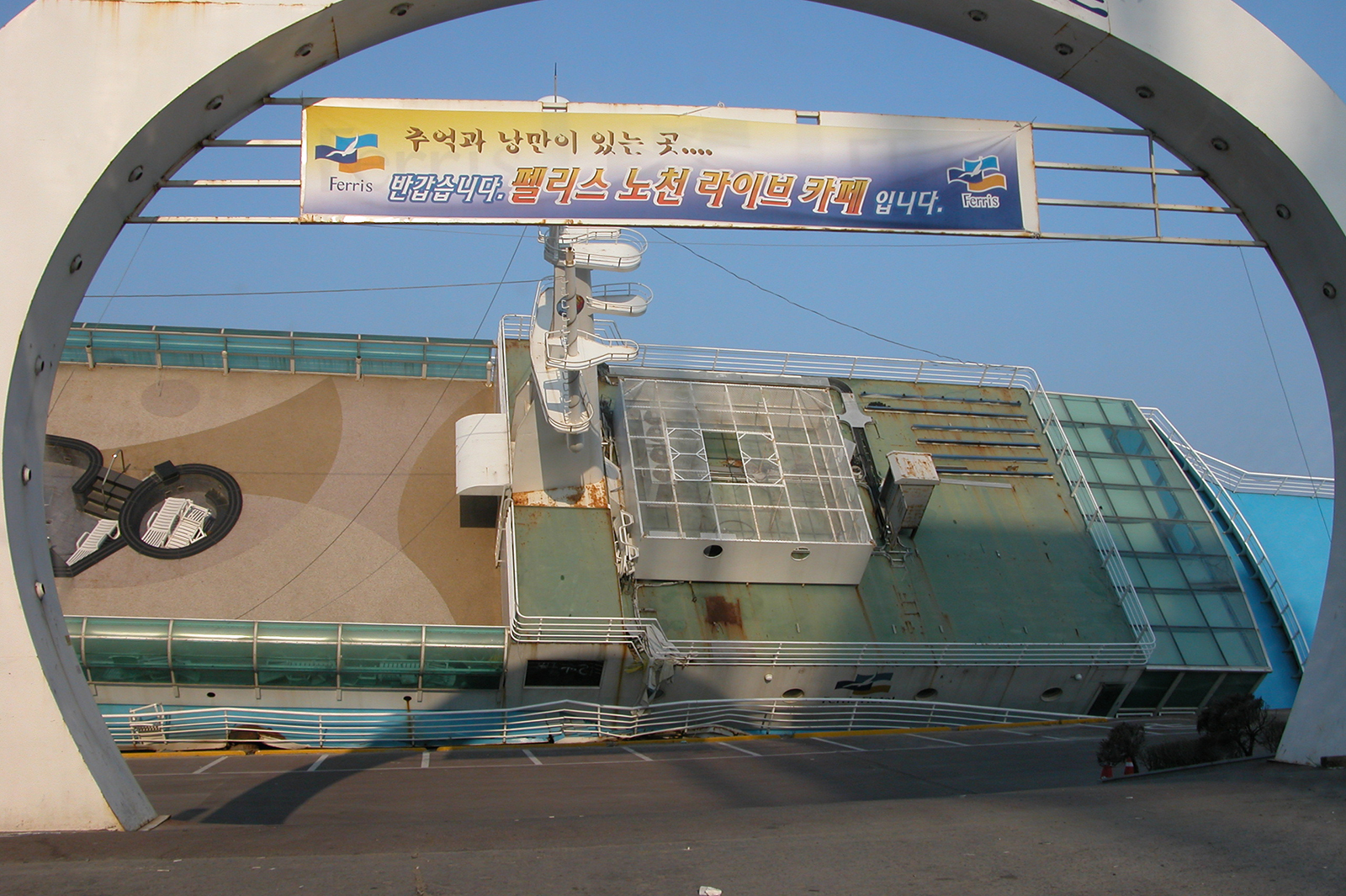
태풍 매미로 인해 난파된 부산의 한 선상 카페

태풍의 상륙 시각이 남해안의 만조 시각과 겹쳐 가공할 만한 해일이 발생, 마산에서는 지하 노래방에 갇힌 사람들이 그대로 익사하는 등 10명이 넘는 인명 피해를 냈다. 당시 마산의 고조(高潮) 높이는 약 180 cm 로 예측되었으나 태풍에 의한 해일은 최대 439 cm 에 달해 예측치를 훨씬 뛰어넘었다. 해일을 예상하지 못했던 마산 당국은 제대로 된 대피령을 내리지 못했고, 설상가상으로 부두의 원목 수천여 개가 바닷물과 함께 밀려와 지하 건물의 출구를 막으면서 피해를 더욱 키웠다. 부산에서는 해일에 가까운 높은 파도가 해안가를 휩쓸었는데 이에 대한 신속한 대피가 이루어져 인명 피해는 최소화 할 수 있었지만 해운대에 위치한 부산 아쿠아리움이 침수되고 해안가에 자리 잡은 많은 건물들이 폐허로 변해 재산 피해가 매우 컸다. 이밖에, 태풍을 피해 남해안에 정박해 있던 선박들의 피해가 상당하여 수천 척의 선박이 해일에 의해 파손되거나 침몰했으며 도심에서는 해일에 밀려온 크고 작은 선박들이 널려있는 광경을 볼 수 있었다. 피해 지역이 워낙 넓었고, 유입된 물의 양이 많아 복구가 늦어졌기 때문에 함께 밀려왔던 쓰레기 및 폐수의 처리가 늦어져 위생 상태가 나빴던 지역이 많았다.

##### 바람 피해
태풍에 동반된 최대순간풍속 50 m/s 가 넘는 강풍으로 광범위한 지역에서 전신주와 철탑이 쓰러져 전국적으로 145만여 가구가 정전되는 초유의 사태가 발생했다. 특히, 거제도 지역에서는 송전 철탑이 강풍에 파괴되어 약 4일 동안이나 전기가 공급되지 않아 주민들이 큰 불편을 겪었다. 고층 건물에서는 유리창이 바람에 의해 파손되는일이 잇달았고 도심에서는 날린 간판과 뽑힌 가로수, 깨진 유리창 등이 뒤엉켜 굴러다녀, 일부 거리는 마치 폭격을 당한 전쟁터와 같은 모습이 되었다. 날려지던 물체의 일부는 주차된 차량을 덮쳐 곳곳에서 파손된 차량이 수천 대에 달했으며 부산항에서는 800톤이 넘는 컨테이너 크레인 11대가 강풍에 의해 무너지거나 궤도를 이탈 하는 한편, 해운대에서는 7000톤이 넘는 해상관광호텔이 높은 파도와 강풍으로 전복되어 피해액은 헤아리기 힘든 수준이었다. 여기에, 옥상에서 물건을 줍던 사람이 바람에 떠밀려 추락하여 숨지거나 폭풍속에서 배를 살피러 나온 노인이 파도에 휩쓸리는 등, 바람에 대한 경계심 부족이 인명 피해를 가져오는 사례도 있었다. 이러한 바람 피해는, 태풍의 위험반원에 해당했던 부산·경상남도 지역에서 대부분을 차지했다.

##### 호우 피해
태풍이 통과하던 9월 12일에서 13일 사이에 쏟아진 폭우로 강원도 영동 지방과 경상남도 일부 지역에서는 400 mm 에 가까운 강수를 관측, 더욱이 이 강수량의 대부분이 태풍이 한반도 내륙에 위치했던 6시간 동안에 집중되어, 짧은 시간 동안의 강렬한 호우로 산간 지역에서는 산사태가 발생해 주택가를 덮쳐 많은 인명 피해가 나왔다. 호우에 따른 산사태의 위험성이 제대로 경고되지 않은 것과 대피 명령이 없었던 것이 주된 원인으로, 지난 2002년의 제15호 태풍 루사의 교훈이 제대로 지켜지지 않은 것이다. 또한 단시간에 쏟아진 많은 양의 비는 곳곳의 하천을 범람시켜, 농경지가 침수되고 주택가에는 물이 들어차 많은 이재민이 발생했다. 강원도 영동 지방에서는 지난 2002년 태풍 루사 때의 복구가 채 끝나기도 전에 태풍 매미에 의한 폭우가 쏟아져 심대한 피해가 되었다.

### 일본
태풍은 일본에도 영향을 미쳐 사망 3명, 부상자 110명의 인명 피해를 초래 했고, 그 피해는 주로 미야코섬에 집중되었다.

#### 미야코섬
태풍 매미는 거의 최성기의 세력을 유지한 채 일본 오키나와현 미야코섬의 상공을 통과하여, 미야코섬에 1968년의 제16호 태풍 이래 35년 만의 대 재해를 낳았다. 강력한 폭풍으로 약 1300여 동의 주택이 파손되거나 침수된 것과 함께 160여 억엔의 재산 피해가 발생했으며, 1명이 사망하고 90여 명이 부상했다. 미야코섬은 태풍에 대한 수준 높은 방재시스템이 있어 웬만한 태풍에는 별다른 피해가 없는 곳인 만큼 태풍 매미에 의한 이 같은 피해는 대단한 것이라고 할 수 있다.

### 퇴출
이 태풍이 대한민국에 입힌 피해가 너무나도 극심했기 때문에, 2005년 베트남 하노이에서 열린 제38차 태풍위원회 총회에서는 이 태풍의 이름이었던 “매미(MAEMI)”를 퇴출시키고 “무지개(MUJIGAE)”로 변경하기로 결정했다. 그러나 공교롭게도 2015년에 사용한 무지개라는 이름도 필리핀과 중국에 끼친 심대한 피해로 퇴출되었고 대신 "수리개(SURIGAE)"가 쓰이게 되었다.

## 그 외
속보 해석으로 태풍 매미는 북위 30도를 넘은 시점에서 중심 기압 945 hPa까지 약화된 것으로 발표되었으나, 일본 기상청의 사후 해석에 의해, 북위 30.5도에서의 세력이 “중심 기압 945 hPa / 최대 풍속 40 m/s”에서 “중심 기압 930 hPa / 최대 풍속 50 m/s”로 상향 수정 되었다. 또한, 사후 해석을 참고하면 태풍의 상륙 지점은 당초 대한민국 기상청이 발표했던 경상남도 사천시 부근보다는 경상남도 고성군에 가까운 것이 된다.

## 관련 통계
| 순위 | 발생일      | 태풍명        | 재산 피해액 (억원) |
| ---- | ----------- | ------------- | ------------------ |
| 1위  | 0215        | 루사          | 51,479             |
| 2위  | 0314        | 매미          | 42,225             |
| 3위  | 0603        | 에위니아      | 18,344             |
| 4위  | 2211        | 힌남노        | 17,978             |
| 5위  | 9907        | 올가          | 10,490             |
| 6위  | 1214 / 1215 | 덴빈 / 볼라벤 | 6,365              |
| 7위  | 9507        | 재니스        | 4,563              |
| 8위  | 8705        | 셀마          | 3,913              |
| 9위  | 1216        | 산바          | 3,657              |
| 10위 | 9809        | 예니          | 2,749              |

| 순위  | 태풍 번호                      | 태풍 이름                      | 상륙 시(직전) 중심 기압        | 상륙 지점                      |
| ----- | ------------------------------ | ------------------------------ | ------------------------------ | ------------------------------ |
| 1위   | 5914*                          | 사라                           | 942 hPa                        | 경남 거제도                    |
| 2위   | 0314                           | 매미                           | 950 hPa                        | 경남 고성군 부근               |
| 2위   | 2009                           | 마이삭                         | 950 hPa                        | 부산광역시 부근                |
| 3위   | 2010                           | 하이선                         | 955 hPa                        | 울산광역시 부근                |
| 3위   | 2211                           | 힌남노                         | 955 hPa                        | 부산광역시 부근                |
| 4위   | 0014                           | 사오마이                       | 959 hPa**                      | 경남 고성군 부근               |
| 5위   | 0215                           | 루사                           | 960 hPa                        | 전남 고흥군                    |
| 5위   | 9503                           | 페이                           | 960 hPa                        | 남해도                         |
| 6위   | 1216                           | 산바                           | 965 hPa                        | 남해도                         |
| 6위   | 8613                           | 베라                           | 965 hPa                        | 충남 보령시 부근               |
| 6위   | 5707                           | 아그네스                       | 965 hPa                        | 경남 사천시 부근               |
| ※비고 | *JTWC 해석의 한반도 상륙 태풍. | *JTWC 해석의 한반도 상륙 태풍. | *JTWC 해석의 한반도 상륙 태풍. | *JTWC 해석의 한반도 상륙 태풍. |
| ※비고 | **통영에서의 실측치.           |                                |                                |                                |

| 순위 | 태풍 번호 | 태풍 이름     | 최저 해면 기압 | 관측 연월일 | 관측 장소 |
| ---- | --------- | ------------- | -------------- | ----------- | --------- |
| 1위  | 5914      | 사라          | 951.5 hPa      | 1959/9/17   | 부산      |
| 2위  | 0314      | 매미          | 954.0 hPa      | 2003/9/12   | 통영      |
| 3위  | 2211      | 힌남노        | 955. hPa       | 2022/9/6    | 부산      |
| 4위  | 2009      | 마이삭        | 957.0 hPa      | 2020/9/03   | 거제      |
| 5위  | 2010      | 하이선        | 957.6 hPa      | 2020/9/07   | 부산      |
| 6위  | 3693      | (태풍 3693호) | 959.4 hPa      | 1936/8/27   | 제주      |
| 7위  | 0014      | 사오마이      | 959.6 hPa      | 2000/9/16   | 통영      |
| 8위  | 8705      | 셀마          | 961.5 hPa      | 1987/7/15   | 서귀포    |
| 9위  | 8712      | 다이너        | 961.7 hPa      | 1987/8/31   | 부산      |
| 10위 | 1215      | 볼라벤        | 961.9 hPa      | 2012/8/28   | 흑산도    |

| 순위 | 태풍 번호   | 태풍 이름 | 최대 풍속 | 관측 연월일 | 관측 장소 |
| ---- | ----------- | --------- | --------- | ----------- | --------- |
| 1위  | 0314        | 매미      | 51.1 m/s  | 2003/9/12   | 고산      |
| 2위  | 1618        | 차바      | 49.0 m/s  | 2016/10/5   | 고산      |
| 3위  | 0012        | 프라피룬  | 47.4 m/s  | 2000/8/31   | 흑산도    |
| 4위  | 2009        | 마이삭    | 45.0 m/s  | 2020/9/3    | 고산      |
| 4위  | 5412        | 쥰        | 45.0 m/s  | 1954/9/14   | 울릉도    |
| 6위  | 0215        | 루사      | 43.7 m/s  | 2002/8/31   | 고산      |
| 7위  | 0711        | 나리      | 43.0 m/s  | 2007/9/16   | 고산      |
| 8위  | 1904년 태풍 | -         | 42.4 m/s  | 1904/8/18   | 목포      |
| 9위  | 1905년 태풍 | -         | 42.3 m/s  | 1905/9/2    | 목포      |
| 10위 | 1913        | 링링      | 42.2 m/s  | 2019/9/7    | 흑산도    |

| 순위 | 태풍 번호 | 태풍 이름 | 최대 순간 풍속 | 관측 연월일 | 관측 장소 |
| ---- | --------- | --------- | -------------- | ----------- | --------- |
| 1위  | 0314      | 매미      | 60.0 m/s       | 2003/9/12   | 제주      |
| 2위  | 0012      | 프라피룬  | 58.3 m/s       | 2000/8/31   | 흑산도    |
| 3위  | 0215      | 루사      | 56.7 m/s       | 2002/8/31   | 고산      |
| 4위  | 1618      | 차바      | 56.5 m/s       | 2016/10/5   | 고산      |
| 5위  | 1913      | 링링      | 54.4 m/s       | 2019/9/7    | 흑산도    |
| 6위  | 0711      | 나리      | 52.4 m/s       | 2007/9/17   | 울릉도    |
| 7위  | 1215      | 볼라벤    | 51.8 m/s       | 2012/8/28   | 완도      |
| 8위  | 9219      | 테드      | 51.0 m/s       | 1992/9/25   | 울릉도    |
| 9위  | 2009      | 마이삭    | 49.2 m/s       | 2020/9/3    | 고산      |
| 10위 | 8613      | 베라      | 49.0 m/s       | 1986/8/28   | 울진      |

## 참고 서적
- 《태풍 매미 백서》, 기상청 발간

## 같이 보기
- 폐기된 태풍 이름의 목록
- 태풍 너구리 (2014년)
- 태풍 차바 (2016년)
- 태풍 콩레이 (2018년)

## 출전
1. ↑  Digital Typhoon：Typhoon 200314 (MAEMI) - 국립 정보학 연구소
2. ↑  김귀근 (2003년 9월 12일). “태풍 이름 '매미' 북한 제안”. 한국경제. 2022년 4월 7일에 원본 문서에서 보존된 문서. 2019년 9월 20일에 확인함.
3. ↑  후에 무지개라는 이름도 중화인민공화국 남부에 큰 피해를 주어 제명되어 태풍 "수리개"로 재명명되었다.
4. ↑  유용하 (2018년 7월 4일). “느리고 커지는 태풍… ‘쁘라삐룬’ 다음은 ‘마리아’”. 《서울신문》. 2018년 7월 4일에 확인함.
5. 1 2  (일본어) 2003年台風第14号　観測資料 보관됨 2012-04-20 - 웨이백 머신 - 미야코섬 기상대
6. ↑  태풍 매미, 발생에서 소멸까지 - YTN
7. ↑  《태풍 매미 백서》 89쪽 <유사사례 분석> - 기상청
8. ↑  《태풍 매미 백서》 114쪽
9. 1 2 3 4  제14호 태풍 ""매미(MAEMI)"" 종합 상황 (HWP) - 기상청
10. ↑  (영어) RSMC 태풍 베스트 트랙 보관됨 2013-06-25 - 웨이백 머신
11. ↑  (일본어) 宮古島における台風0314号(Maemi) 被害調査報告 (PDF)
12. ↑  <세계3위 부산항 경보시스템 전무> - 연합뉴스
13. ↑  (일본어) 台風に伴う風の特性 - 일본 기상청
14. ↑  《태풍 매미 백서》 60쪽, 61쪽 - 기상청
15. ↑  강원도 재해특성과 방재대책[깨진 링크(과거 내용 찾기)]
16. ↑  (일본어) 日瞬間風速, 日最低海面気圧の極値順位表 보관됨 2012-04-21 - 웨이백 머신 - 미야코섬 기상대
17. ↑  제14호 태풍 “매미(MAEMI)” - 기상청
18. ↑  제14호 태풍(매미)현황 및 전망 - 기상청
19. ↑  태풍 '매미', '사라'급 초강력 태풍 - SBS
20. ↑  경남 자치단체들, 재해대책 초보 수준[깨진 링크(과거 내용 찾기)] - KBS
21. ↑  개인 안전수칙 안 지켜 희생 컸다[깨진 링크(과거 내용 찾기)] - KBS
22. 1 2  태풍 매미 피해 보관됨 2015-09-24 - 웨이백 머신 - 국가재난정보센터
23. ↑  전국 14개 시도 `특별재해지역` 선포 - 연합뉴스
24. ↑  지하 상가 등 3곳서 모두 12명 사망 - 연합뉴스
25. ↑  《태풍 매미 백서》 31쪽 - 기상청
26. ↑  상가 덮친 원목 책임 논란 - 연합뉴스
27. ↑  태풍 피해지역 후유증도 심각[깨진 링크(과거 내용 찾기)] - 연합뉴스
28. ↑  정전 피해 종합 보관됨 2015-09-23 - 웨이백 머신 - 조선일보
29. 1 2  부산 곳곳 폭격 맞은 듯 처참[깨진 링크(과거 내용 찾기)] - 연합뉴스
30. ↑  부산항 크레인 8기 '폭삭'...화물선적 큰 차질 보관됨 2015-09-23 - 웨이백 머신 - 조선일보
31. ↑  초속60m 강풍…남해안 폭격 맞은듯 보관됨 2015-09-23 - 웨이백 머신 - 조선일보
32. ↑  부산 경남 태풍 피해 큰 이유는? - YTN
33. ↑  태풍피해 ‘人災’ 속속 드러나 - 문화일보
34. ↑  <강원> 6명사망…이재민 2천138가구 보관됨 2015-09-23 - 웨이백 머신 - 조선일보
35. ↑  (일본어) 台風第１４号 - 일본 기상청
36. ↑  (일본어) 宮古島 台風14号 보관됨 2016-02-04 - 웨이백 머신 (PDF)
37. ↑  (일본어) 巨大台風の爪痕に宮古島茫然自失 보관됨 2016-02-04 - 웨이백 머신 (PDF)
38. ↑  일부 태풍명 변경 - 연합뉴스
39. ↑  (영어) RSMC 2003년 태풍 베스트 트랙 보관됨 2011-05-24 - 웨이백 머신